# Margarita (Santa Fe)
Margarita is een plaats in het Argentijnse bestuurlijke gebied  Vera in de provincie Santa Fe. De plaats telt 4.251 inwoners.